# L'Américain (film, 1916)
Pour les articles homonymes, voir L'Américain.
Pour plus de détails, voir Fiche technique et Distribution.
L'Américain (The Americano) est un film muet américain avec Douglas Fairbanks, réalisé par John Emerson, sorti en 1916.

## Synopsis
D'abord réticent à quitter New York pour accepter un travail de directeur de l'American Mining Company située au Paragonia, un pays d'Amérique du Sud, Blaze Derringer change d'avis dès qu'il rencontre Juana de Castalar, la très belle fille du président du Paragonia. Lorsqu'il arrive là-bas, Derringer découvre que Juana est retenue prisonnière chez elle par Salza Espada, un usurpateur, ancien ministre de la guerre, pendant que l'ancien président attend la mort dans une prison au bord de la mer. Juana essaye d'envoyer à Derringer des appels à l'aide codés, mais il est lui aussi arrêté par Espada. Contre sa liberté, Derringer accepte d'annoncer publiquement que Juana et Espada vont se marier à 10 heures et que la mine va rouvrir sous le contrôle d'Espada. Une fois dehors, Derringer libère par un coup audacieux le Président Castalar et aide à contrecarrer le coup d'état. Depuis le balcon du palais, Derringer annonce à la foule son engagement à rouvrir la mine en même temps que ses fiançailles avec la Señorita Juana.

## Fiche technique
- Titre français : L'Américain
- Titre original : The Americano
- Réalisation : John Emerson
- Supervision : David Wark Griffith
- Scénario : Anita Loos, John Emerson, d'après le roman Blaze Derringer d'Eugene P. Lyle Jr, paru à New York en 1910
- Montage : William Shea
- Photographie : Victor Fleming
- Musique d'accompagnement (DVD, 2002) : Maximilien Mathevon
- Production : D. W. Griffith
- Société de production : Fine Arts Film Company
- Société de distribution : Triangle Distributing Corporation
- Tournage : en octobre et novembre 1916 à Tijuana (Mexique) et à San Diego (Californie) dans le cadre de l'exposition sud-américaine de 1916
- Pays d’origine :  États-Unis
- Langue : anglais
- Format : Noir et blanc - 35 mm - 1,33:1 - Muet
- Genre : Aventures
- Durée : 5 bobines
- Date de sortie : États-Unis : 24 décembre 1916

## Distribution
- Douglas Fairbanks : Blaze Derringer, un ingénieur américain chargé de rouvrir les mines de Paragonie
- Alma Rubens : Juana de Valdez, la fille du président de Paragonie dont Blaze tombe amoureux
- Spottiswood Aitken : Hernando de Valdez, le président de Paragonie
- Carl Stockdale : Salza Espada, l'ambitieux ministre de la guerre paragonien
- Tote du Crow : Alberto de Castille, le premier ministre de Paragonie
- Charles Stevens : Le colonel Gargaras, un prétendant de Juana
- Lillian Langdon : Señora de Castille
- Tom Wilson : Harold Armitage "Whitey" White, l'attaché de la société minière américaine
- Mildred Harris : la sténographe
- Thomas Jefferson
- Alan Hale